# واشنطن كينغ
واشنطن كينغ (بالإنجليزية: Washington King)‏ هو سياسي أمريكي، ولد في 5 أكتوبر 1815 في نيويورك في الولايات المتحدة، وتوفي في 27 أغسطس 1861 في سانت لويس في الولايات المتحدة. حزبياً، نشط في حزب لا أدري.